# تی‌تی‌وانگسا (حوزه انتخابیه فدرال)
تی‌تی‌وانگسا (به انگلیسی: Titiwangsa) یک حوزه انتخابیه فدرال در قلمروهای فدرال، مالزی است که از سال ۱۹۸۶ در دوان راکیات صاحب نماینده گردیده است.
این حوزه انتخابیه فدرال در تقسیم‌بندی دوباره در سال ۱۹۸۴ ایجاد گردید و ملزم شد بعد از اجرای مکانیزم رای‌گیری، یک نماینده را به دوان راکیات معرفی کند.

## جمعیت‌شناسی
تفکیک قومیتی رای گیری در تی‌تی‌وانگسا، سال ۲۰۱۸ 

## تاریخچه
حوزه‌های رای‌گیری
طبق اطلاعیه صادرشده در روز ۳۰ اکتبر ۲۰۲۲، حوزه انتخاباتی تی‌تی‌وانگسا در مجموع دارای ۲۰ حوزه رای‌گیری است.